# فورد اریون
فورد اریون (Ford Orion) خودرویی است که در سال‌های ۱۹۸۳ — ۱۹۹۳در آلمان، بخش خودمختار والنسیا، اسپانیا، بوئنوس آیرس، انگلستان، تولید شده‌است.
این خودرو در کلاس خودرو کامپکت قرار گرفته،است.